# ターボアウトラン
『ターボアウトラン』 (Turbo OutRun) は、セガが1989年2月11日に稼働開始したアーケード用ドライブゲーム。
『アウトラン』（1986年）の続編に当たる。また、当初の稼働時は大型筐体を使ってはいたが、稼働等はしない仕様であった（後にこれを流用する形のアップデート的な改修が成され、その筐体では、車の動きに合わせて筐体が動く「体感ゲーム」の要素も付け加えられた。詳しくは後述）。

## 概要
本作が登場した1989年は、セガの体感ゲームシリーズが絶頂期を迎えていた頃である。当時のゲームセンターでは『スペースハリアー』（1985年）や『アウトラン』、『アフターバーナー』（1987年）といった大型可動筐体の機種が現役で稼働している中にあって、本作のメインの筐体はあくまで非可動BOX型のコックピットタイプだった。一部に初代アウトラン筐体をアップデートした可動タイプも見られたものの、数多くは出回らなかった。また、アウトランのデラックス（DX）筐体の赤パネルを専用白パネルに換装したDXタイプ筐体が存在する。
この頃はまだゲームに実車の名称を使用する場合であっても、自動車メーカーとの間のライセンス契約等も確立されておらず、フェラーリ・F40やポルシェ・959やミニクーパーやポルシェ・911といったそうそうたる名車を登場させるなど、現在では見ることのできない演出がされている。また、このゲームが発売される前年、フェラーリの創設者で、F40が自ら手がけた最後のマシンとなったエンツォ・フェラーリが亡くなっており、本作のコクピットタイプの筐体には、白いレタリングで「Requiem for Enzo Ferrari」と刻まれていた。

## ゲーム内容
初代アウトランのヨーロッパから、今度はアメリカに舞台を移してフェラーリ・F40似のオープンカーを運転し、ポルシェ・959を模しているライバル車と競いながらニューヨークからロサンゼルスを目指す。全16ステージ（MD版は全15ステージ）あり、各ステージには制限時間が設けられ、時間内に通過しないとゲームオーバーとなる。前作と比べるとコースに分岐がなく、ターボが使用可能など、大幅な変更が加えられている。ターボは、ターボボタンを押すことで過給が開始され、一定時間爆発的な加速が得られる。プレイ中何度でも使用可能であるが、連続で使用するとオーバーヒートしてしまい、オーバーヒートしてる間は使用できない。また、第4、8、12ステージの最後にチェックポイントがあり、各チェックポイントでは3種のスペシャルパーツ「ハイパワーエンジン、ハイグリップタイヤ、スペシャルターボ」からいずれか一つを選択して、自車の性能を上げる事ができる。なお、ライバル車よりチェックポイント通過が遅いと、助手席の彼女がライバル車に移動するイベントもある。

### コース
ニューヨークからスタートしロサンゼルスまでアメリカ本土を西に向かって横断するコースとなっている。
ここでは便宜上チェックポイント毎に各セクションで区切って表示する。
第1セクション
ニューヨーク（スタート）→ワシントンD.C.→ピッツバーグ→インディアナポリス→シカゴ（第1チェックポイント）
第2セクション
シカゴ→セントルイス→メンフィス→アトランタ→マイアミ（第2チェックポイント）
第3セクション
マイアミ→ニューオーリンズ→サンアントニオ→ダラス→オクラホマシティ（第3チェックポイント）
第4セクション
オクラホマシティ→デンバー→グランドキャニオン→ロサンゼルス→ゴール

#### ギアガチャ
通常なら路肩を走行すると速度が落ちるが、マニュアルシフトを選択した場合、Hiギアで走行中にテンポよくギアをLo/Hiに入れると速度が落ちなくなる（詳細はアウトランギアガチャを参考）。

#### ギアガチャ2
Hiギアで走行中、テンポよくギアをLo/Hi、Lo/Hiと切り替えつつハンドルを激しく左右に切り続けながら走行すると、通常より速く走ることが可能である。

### その他
- ギヤやパーツを選択する時、アクセルやブレーキを踏みながらスタートボタンやターボボタンを押すと、色々な現象が起きる。
- 初代アウトランの筐体でも無理やり使用可能にしたせいか、可動筐体の基板ではディップスイッチの変更によりスタートボタンをターボボタンとしても使用することができる（標準筐体の基板ではターボボタンは必須）。
- ゴール時、相手の車が彼女を乗せたまま先行ゴールされても、エンディングは1つしか無い。

## 移植版
| No. | タイトル                            | 発売日                  | 対応機種                               | 開発元                 | 発売元        | メディア                               | 型式        | 備考                                                          |
| --- | ----------------------------------- | ----------------------- | -------------------------------------- | ---------------------- | ------------- | -------------------------------------- | ----------- | ------------------------------------------------------------- |
| 1   | Turbo OutRun                        | 1989年                  | Amiga Amstrad CPC Atari ST ZX Spectrum | ICE Software           | U.S. Gold     | フロッピーディスク カセットテープ      | -           |                                                               |
| 2   | Turbo OutRun                        | 1989年11月 1990年       | コモドール64                           | Probe Software         | U.S. Gold     | フロッピーディスク カセットテープ      | -           |                                                               |
| 3   | ターボアウトラン                    | 1989年12月1日           | FM TOWNS                               | CSK総合研究所          | CSK総合研究所 | CD-ROM                                 | -           |                                                               |
| 4   | Turbo OutRun                        | 1990年                  | PC/AT互換機                            | Code To Go             | セガ          | フロッピーディスク                     | -           |                                                               |
| 5   | ターボアウトラン                    | 1992年3月27日 1992年6月 | メガドライブ                           | Tiertex Design Studios | セガ          | 4メガビットロムカセット                | G-4053 1123 |                                                               |
| 6   | セガ3D復刻アーカイブス3 FINAL STAGE | 2016年12月22日          | ニンテンドー3DS                        | M2                     | セガゲームス  | ニンテンドー3DS専用カード ダウンロード | CTR-P-BF3J  | アーケード版の移植 2022年12月21日ダウンロード版配信・販売終了 |

メガドライブ版

ニンテンドー3DS版
オムニバスソフト『セガ3D復刻アーカイブス3 FINAL STAGE』の1タイトルとして収録。セガが2012年から展開している「セガ3D復刻プロジェクト」で移植された往年のセガゲーム（『アウトラン』も含まれる）において実装された豊富なオプションが本作においても搭載されている。代表的なものは下記参照。
- 映像を裸眼立体視化（3DS本体のスイッチで任意にOFF可）。
- アーケード筐体をプレイした気分を味わえる様に、ゲーム画面のフレームとして実際の筐体から3タイプを用意。このうち、デラックスタイプと本来は動かないコックピットタイプをバーチャル的に可動するようにした“ ウゴックピット ”なるエクストラフレームについては、操作に合わせて映像がローテートする。
- 「環境音」（実際の筐体から収録した動作音やゲームセンターの店内音）を設定可能。ONにするとプレイ時の音声にミックスされる。
- 「BGMバージョン」を2タイプから選択可能（詳しくは後述する「音楽」の節を参照）。上記のフレームで選んだ筐体とは連動しない。
- ゲームの60fps描画（オリジナルのアーケード版は30fps）及びワイド画面化。
- プレイ中いつでもセーブ・セーブポイントからの再開が可能。
- 「リプレイ」機能搭載（データ記録は1カートリッジにつき1つだけ）。

このほか、ゲームを進めることで「ステージセレクト機能」（4ステージごと）が解放される。
前作『アウトラン』と同様に、自車がF40ではない赤い車に差し替えられ、一部一般車両や背景のグラフィックも変更されている。
セガ3D復刻アーカイブス3 FINAL STAGE収録作中、本作は陸橋の上の人が歩く等の細かな表現も多かった為、60fps動作が難しかったとされる。
2022年12月21日をもって、『セガ3D復刻アーカイブス3 FINAL STAGE』ダウンロード版の配信・販売が終了した。

## 音楽
本作ではBGMは選択式ではなく、各チェックポイント毎にBGMが切り替わっていた。スタートからゴールまでの4区間にそれぞれ違う曲が用意される。標準筐体と可動筐体では使用される曲は同一であるが、曲順が異なる。
- 標準筐体　※ 3DS版では「TYPE 1」と呼称。

1. ST.1〜ST.4・・・「SHAKE THE STREET」
2. ST.5〜ST.8・・・「RUSH A DIFFICULTY」
3. ST.9〜ST.12・・・「WHO ARE YOU」
4. ST.13〜ST.16・・・「KEEP YOUR HEART」

- 可動筐体　※ 3DS版では「TYPE 2」と呼称。

1. ST.1〜ST.4・・・「RUSH A DIFFICULTY」
2. ST.5〜ST.8・・・「KEEP YOUR HEART」
3. ST.9〜ST.12・・・「SHAKE THE STREET」
4. ST.13〜ST.16・・・「WHO ARE YOU」

初代アウトランのフュージョン調とは打って変わり、ハードロック色の強い曲調となっている。また、各チェックポイントでは画面左上に「S.S.T.BAND」を思わせるバンドの面々が登場して、セガのシューティングゲーム『ファンタジーゾーン』のSHOP面のアレンジ曲を演奏するというデモも用意されていた。
北米版コモドール64ではJeroen Tel作曲を担当している。

## 評価
アーケード版
ゲーム誌『ゲーメスト』（新声社）誌上で行われていた「第3回ゲーメスト大賞」（1989年度）においてベストVGM賞5位を獲得、年間ヒットゲームで13位を獲得した。
メガドライブ版
- ゲーム誌『ファミコン通信』のクロスレビューでは、合計20点（満40点）となっている[7]。

- ゲーム誌『メガドライブFAN』の読者投票による「ゲーム通信簿」での評価は以下の通り16.24点（満30点）となっている[2]。また、同雑誌1993年7月号特別付録の「メガドライブ&ゲームギア オールカタログ'93」では、前作との違いがターボが使用可能になった事とコースの分岐がなくなった事であると指摘した上で、「真っ白い走り屋のライバル車が出現し、レース要素を高めている」と肯定的に評価した[2]。

| 項目 | キャラクタ | 音楽 | 操作性 | 熱中度 | お買得度 | オリジナリティ | 総合  |
| 得点 | 2.91       | 2.84 | 2.73   | 2.63   | 2.52     | 2.61           | 16.24 |

- ゲーム本『メガドライブ大全』（2004年、太田出版）では、アメリカ大陸を横断するという壮大なコンセプトには好意的であるが、「風景や走りはガクガクに」とグラフィック面に関して否定的に評価、また元のアーケード版からルート選択がなくなっていた事に関して大味であると指摘し、メガドライブ版はその要素もそのまま移植されている事に関して否定的に評価した[20]。